# Хань Сінь
Хань Сінь (韩信, 231 до н. е. — 196 до н. е.) — китайський військовик часів династії Хань, прихильник першого імператора династії, Ґао-цзу.

## Життєпис
Народився 231 року до н. е. Про родини його мало відомостей. Рано втратив батька. Замолоду став цікавитися військовою справою. Ймовірно отримав початкові військові знання. З початком повстання проти династії Цінь у 209 році до н. е. приєднався до одного з його очільників Сян Ляня. Із загибеллю останнього перейшов на службу до Сян Юя, а згодом (у 206 році до н. е.) став соратником Лю Бана, майбутнього засновника династії Хань.
У 206–205 роках до н. е. сприяв перемозі прихильників Лю Бана на більшій території Китаю. За це він отримав титул князя Ці. У 202 році розробив план війни з Сян Юєм, завдяки чому ханьцям на чолі із Лю Баном вдалося здобути перемогу у битві при Ґайся. За це визначний вчинок Хань Сінь отримав ще титул князя Чу.
Проте внаслідок інтриг у 202 році титул Хань Сіня був знижений до бо (графа) Хуеінь. Хоча він зробив величезний внесок в заснування династії Хань, Лю Бан підозрював його у зраді і під цим приводом засудив до страти у 196 році до н. е.
В знищенні Хань Сіня зіграв велику роль інший соратник Лю Бана, Сяо Хе (бл. 257-193 до н.е.), який до заснування нової імперії рекомендував Хань Сіня Ханя Лю Банові. Через це, у китайській мові розповсюдився вираз "І вдача, і невдача - через Сяо Хе" (成也蕭何 敗也蕭何), який окреслює кар'єру Хань Сіня та вживається для характеристики єдиного фактору, який спричинив як піднесення, так і падіння.

## Пам'ять
У китайської військової історії Хань Сінь вважається представником школи «Хитрощів». Він носить почесні ім'я «Офіцер-святий», «Бойовий бог». Сучасники дали йому оцінки «неперевершений і єдиний у своєму роді», «незрівняний внесок, непереможний генерал».